# Bürgerschule Wilhelmsplatz
Die Bürgerschule Wilhelmsplatz war eine von 1888 bis 1968 bestehende Volksschule in der ostwestfälischen Stadt Herford in Nordrhein-Westfalen. Ihr Hauptgebäude war ein neugotischer Bau am Wilhelmsplatz, in welchem heute die katholische Wilhelm-Oberhaus-Schule untergebracht ist. Hervorgegangen war die Bürgerschule Wilhelmsplatz aus der Vereinigten Evangelischen Stadtschule, welche 1834 durch den Zusammenschluss der sechs innerstädtischen Kirchspielschulen als erste mehrklassige Schule Herfords gegründet worden war.

## Lage

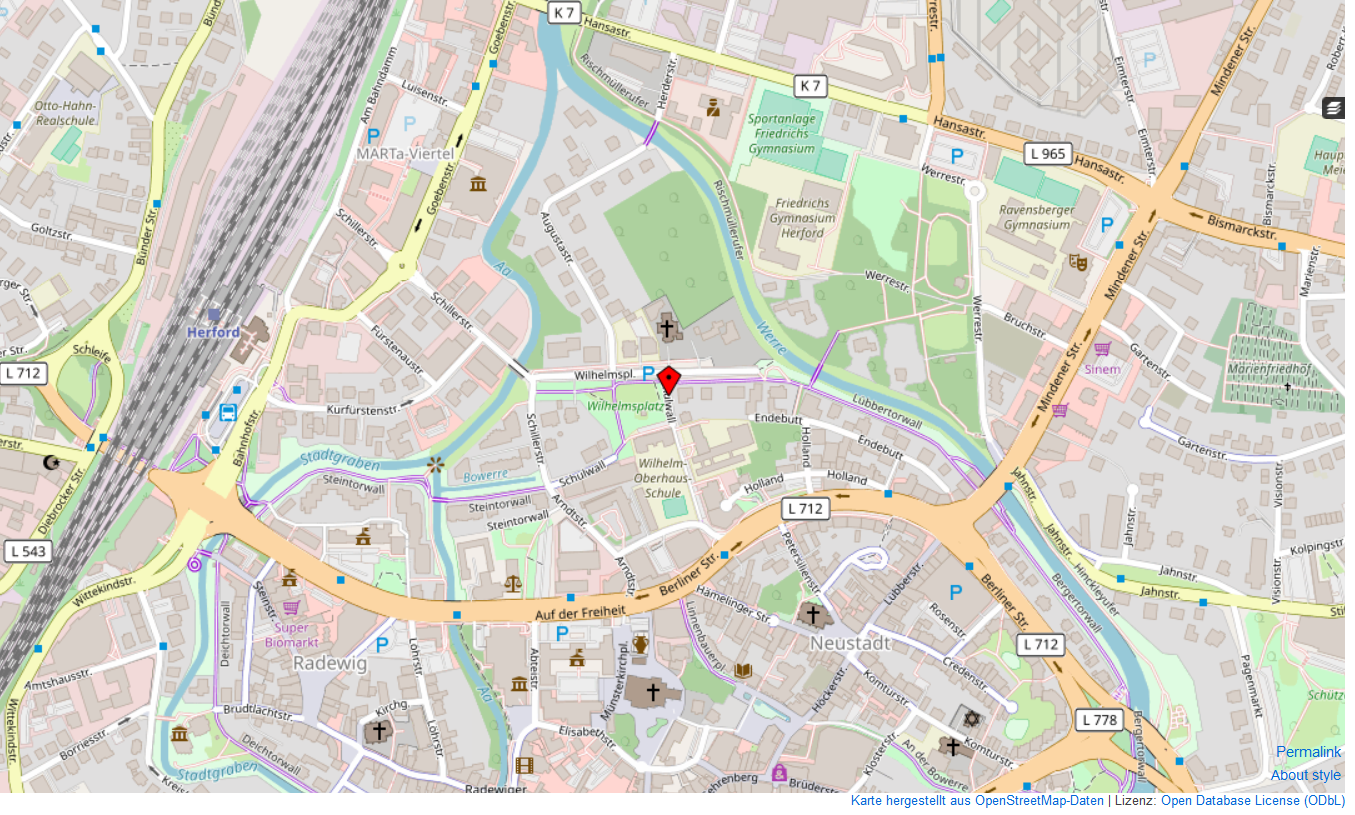
Lage des Gebäudes der ehemaligen Bürgerschule Wilhelmsplatz in Herford

Das Hauptgebäude der ehemaligen Bürgerschule Wilhelmsplatz befindet sich in der Herforder Neustadt am Schulwall 5 und somit am Herforder Wilhelmsplatz, einer 1885 zu Ehren Wilhelm I. angelegten Parkanlage. In weniger als einem Kilometer Entfernung zum Gebäude befindet sich im Süden die historische Altstadt, im Westen der Bahnhof Herford und im Nordwesten das Marta Herford.

## Architektur
Das Gebäude der ehemaligen Bürgerschule Wilhelmsplatz ist ein 606 Quadratmeter messender Bau neugotischen Stils, welcher mit glasierten Backsteinen auf einem Sandsteinsockel im Jahre 1887 nach Projektskizzen des Berliner Landesbauinspektors Böttger realisiert wurde. Das Gebäude weist durch die genutzten Materialien, die angedeuteten Spitzbögen der hohen und breiten Fenster und die Mauer- und Dachverzierungen typische Merkmale der Neugotik auf. Der Turm, die Uhr und die am Dach angebrachten Spitzen der Schule wurden in den 1950er Jahren entfernt. Seit dem 11. Oktober 1993 steht das Gebäude unter Denkmalschutz.

## Geschichte

### Vereinigte Evangelische Stadtschule (1834–1888)
Die Herforder Innenstadt besaß im Jahre 1827 sechs einräumige Kirchspielschulen mit insgesamt 726 Schülern:
| Stadtteil                      | Lehrer               | Anzahl der Schüler |
| ------------------------------ | -------------------- | ------------------ |
| Herforder Altstadt             | Christian A. Müller  | 120                |
| Herforder Altstadt             | Johann C. Fach       | 53                 |
| Herforder Neustadt             | Herr Wedinger        | 156                |
| Herforder Neustadt             | Herr Mollmann        | 93                 |
| Herforder Radewig              | Friedrich C. Winzer  | 137                |
| Herforder Reformierte Gemeinde | Friedrich C. Erfling | 167                |

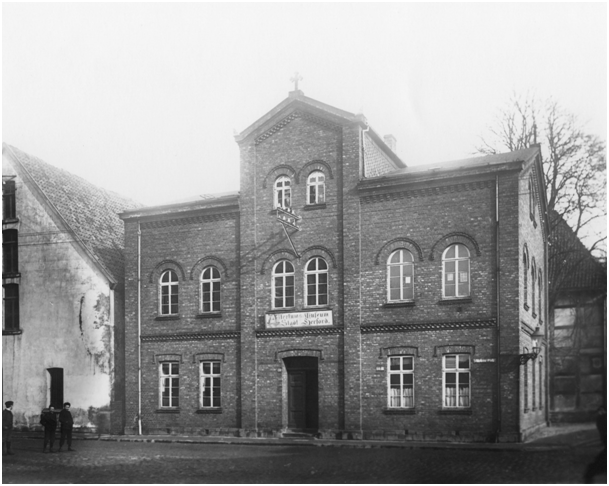
Das Gebäude der ehemaligen Vereinigten Evangelischen Stadtschule um 1900

Die hohe Frequentierung der Kirchspielschulen führte 1834 unter Druck der Preußischen Landesregierung zu einem Ratsbeschluss der Stadt Herford, in welchem die Vereinigung der Kirchspielschulen zu einer sechsklassigen Stadtschule beschlossen wurde. Als Schulgebäude wurde der Beaufortsche Hof in der heutigen Arndtstraße 8, gekauft und für schulische Zwecke ausgebaut. Organisatorisch und personell blieb die Schule den früheren Kirchspielschulen eng verbunden, sodass die Kirche weiterhin die Aufsicht führte und der erste Rektor der Stadtschule der bisherige Lehrer der reformierten Kirchengemeinde wurde. Von dieser Kontinuität zeugt auch die Antrittsrede des Rektors Heinrich Christian Weber im Jahre 1854:

„Wir dürfen nicht vergessen, daß unser Unterricht in Allem eine religiöse Basis haben muß, ja, unsere Schule ist und soll immer mehr eine christliche Unterrichts- und Erziehungsanstalt werden...“

Problematisch wurde alsbald, neben dem baulichen Zustand, die ungenügende Größe der Schule. Im Zuge der Industrialisierung kam es auch in Herford zu einem starken Bevölkerungsanstieg, sodass im Jahre 1887 11 Lehrer  in 12 Klassen für 939 Schüler  verantwortlich waren. Angesichts des zu erwartenden weiteren Anstiegs der Schülerzahl und um die Leitung des lokalen Schulwesens zu erlangen, entschloss sich die Stadt Herford im Jahre 1883 zur Übernahme der örtlichen Schulfinanzen und stimmte der Errichtung eines neuen Schulgebäudes am heutigen Herforder Wilhelmplatz zu.

### Bürgerschule Wilhelmsplatz (1888–1968)

#### Im Kaiserreich (1888–1918)

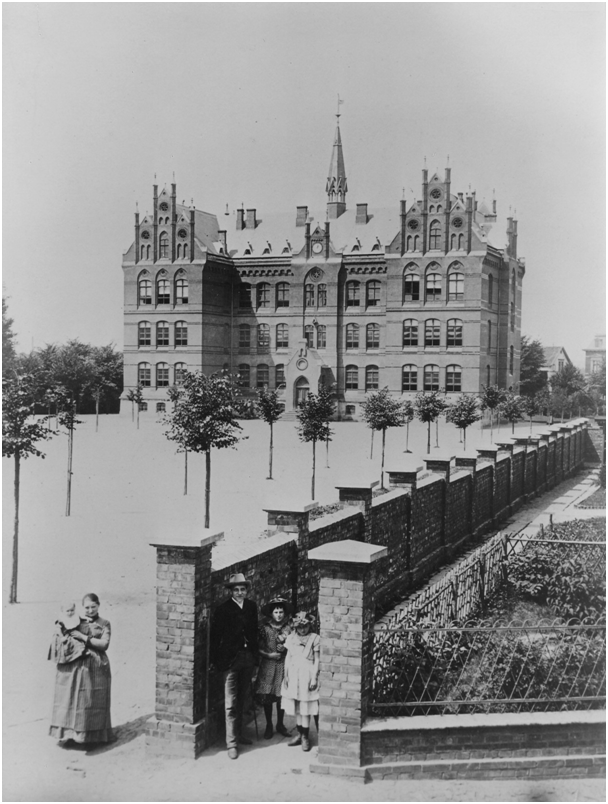
Das Gebäude der Bürgerschule Wilhelmsplatz um 1900

Das neue Hauptgebäude der Bürgerschule wurde in den Jahren 1887/88 für insgesamt 146.177,19 Mark am Wilhelmsplatz verwirklicht. Durch das neue Gebäude konnten in der Bürgerschule im Jahre 1890 1283 Schüler  von 19 Lehrern in 24 Klassen unterrichtet werden. Im Schulgebäude befanden sich neben den Klassenräumen auch noch Räume für Personal und Material. Ferner war die Schule mit einer Heizung und einer Badeanstalt versehen, um eine ausreichende Hygiene und einen Unterricht auch bei kaltem Wetter zu ermöglichen. Die Schule war zudem mit einer Turnhalle, einem Zeichensaal und einem Spielplatz für die Pausen ausgestattet. Vom Stolz auf die neue Schule zeugen die Worte des Rektors Heinrich Christian Weber, welcher auf der Eröffnungsveranstaltung am 15. Oktober 1888 ausführte:

„Herford hat jetzt zwei Denkmäler, eines des Krieges auf dem alten Markt und ein großartiges des Friedens, das ist die neue Schule.“

Vom Geist, welcher in der Schule herrschen sollte, zeugte auch die Innenausstattung. So befanden sich in der Schule nicht nur die Büsten mehrerer Kaiser des Heiligen Römischen Reiches Deutscher Nation und des Deutschen Kaiserreiches, sondern auch der Reformatoren Martin Luther und Philipp Melanchthon. Die Klassenzimmer waren zudem mit biblischen Szenen und den Bildnissen des Preußischen Herrscherhauses geschmückt. Diesem Geist des Protestantismus und Monarchismus blieb die Schule bis zum Ende des Deutschen Kaiserreichs treu. Dies zeigte sich besonders während des Ersten Weltkriegs, als die Lehrer  versuchten, die Schüler  im Unterricht für den Kriegsdienst zu begeistern. So heißt es in der Jahreschronik von 1914/15:

„Wo die Stunde es gebot, wo die Gelegenheit zur Anknüpfung sich ergab... da ist versucht worden, das Herz der Jugend für Kaiser und Reich, für Heimat und Vaterland zu erwärmen und das Gelübde zu erwecken, ebenfalls den Streitern und Brüdern gleichen zu können in der Hingabe an das teure Vaterland.“

#### In der Weimarer Republik (1919–1933)
Von der Not und den Turbulenzen der Weimarer Republik wurde auch die Bürgerschule Wilhelmsplatz nicht verschont. So finden sich in den Konferenzprotokollen der damaligen Zeit Ereignisse wie Quäkerspeisungen für arme Kinder, Kohlenmängel und Gedenkfeiern für ermordete Minister wieder. Geistig passte sich die Schule den neuen Gegebenheiten an. So wurden die Bildnisse der Kaiserfamilie aus den Schulzimmern entfernt, die Lehrerschaft auf die Reichsverfassung vereidigt und Verfassungsfeiern abgehalten. Nationalismus blieb zwar wesentlicher Bestandteil des Schullebens, knüpfte nun jedoch an friedliche Errungenschaften und Leistungen an. So heißt es zur Weltumschiffung eines deutschen Zeppelins im Jahre 1929 in der Schulchronik:

„Nachdem das deutsche Luftschiff Graf Zeppelin in den ersten Tagen des Septembers seinen kühnen Flug um die nördliche Hälfte des Erdballes glücklich vollendet hatte... erfüllte diese sieghafte Tat jede deutsche Brust mit Stolz und Freude. Deutsche Technik und deutscher Wagemut hatten einen seltenen Triumpf gefeiert. Der preußische Unterrichtsminister ordnete an, daß in allen Schulen Preußens am Donnerstag, dem 5. September, Schulfeiern zu veranstalten seien, in denen der Weltflug des Grafen Zeppelin und 

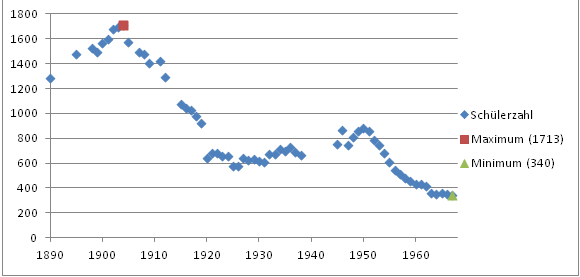
Schülerzahl der Bürgerschule Wilhelmsplatz (1890–1967)

seine Bedeutung in Festansprachen den Kindern dargelegt wurde.“

Mit dem weiteren Ausbau des Volksschulwesens in Herford während der Weimarer Republik setzte ein schon zum Ende des Kaiserreichs begonnener steter Rückgang der Schülerzahlen ein, der nur im Gefolge des Zweiten Weltkriegs für einige Jahre gestoppt werden sollte.

#### Im Nationalsozialismus (1933–1945)
Waren politische Ereignisse während der Weimarer Republik Randphänomene des Schulbetriebs, so änderte sich dies mit Beginn des Nationalsozialismus grundsätzlich. Alsbald nach 1933 erfolgte eine Ausrichtung der Schule auf den NS-Staat. So heißt es in der Jahreschronik:

„In mehreren Konferenzen befasste sich das Kollegium mit dem Ideen- und Gedankengut des Nationalsozialismus; entsprechende Bücher und Schriften wurden für die Lehrer- und Schulbücherei angeschafft und im Unterricht verwandt. Wir haben mit Fleiß und gutem Erfolg versucht, den nationalsozialistischen Geist in unsere Schülerschaft hineinzutragen.“

Es wurden fortan Feste für Adolf Hitler und andere Nationalsozialisten gefeiert, der Hitlergruß für Lehrer eingeführt und Unterrichtsinhalte entsprechend den Vorgaben des NS-Staats geändert. Zudem wurde versucht, die Schüler  durch Feste, Lieder und Filme für die Ideen des Nationalsozialismus zu begeistern. Zu diesen Bemühungen gehörte auch die Feier zum 100. Geburtstag der Schule im Jahre 1935. Hierüber berichtete die Neue Westfälische Volkszeitung:

„Nach dieser Rückschau kam der Redner (Rektor Angelbeck) auf die Gegenwartsaufgaben der Schule zu sprechen. Eine Lernschule, in der nur gepaukt würde, gäbe es nicht mehr. Die Schule ist im nationalsozialistischen Staat eine Erziehungsschule, in der neben der geistigen Au}sbildung auch die körperliche und nicht zuletzt die charakterliche Formung des jungen deutschen Menschen stände... An diesem Werke müssen Schule, Elternhaus und Hitlerjugend zusammen bauen..., dann würden wir das Ziel bestimmt erreichen, das Deutschland heißt.“

#### In der Britischen Besatzungszone und der Bundesrepublik Deutschland (1945–1968)
Nach dem Zusammenbruch des Nationalsozialismus in Herford im April 1945 wurde das Schulgebäude von der Britischen Besatzungsmacht beschlagnahmt und für einige Monate als Unterkunft für ehemalige, besonders polnische Zwangsarbeiter genutzt. In dieser Zeit gingen große Teile des Schulinventars und der Schulaufzeichnungen verloren. Von den Problemen, die dem neuerlichen Schulbetrieb durch diesen Verlust und die allgemeine gesellschaftliche Notlage entgegenstanden, zeugt die vom Rektor Hermann Hagemeier verfasste Schulchronik:

„Mit dem Ostertermin 1946 war die Schule unter Herrn Angelbeck im alten Gebäude wieder in Betrieb genommen worden... Alle Möbel waren von den Schulböden anderer Schulen zusammengesucht... An Lehrmitteln besaßen wir 5 Karten, die wir von anderen Schulen geschenkt bekommen hatten... Der Winter 1947/47 war für unsere Schüler erzieherisch denkbar schlecht. Kälte und Kohlenmangel ließen Verhältnisse entstehen, die man sich heute kaum noch vorstellen kann.“

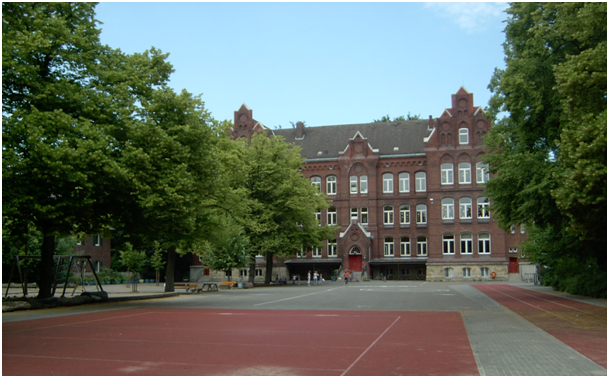
Das Gebäude der ehemaligen Bürgerschule Wilhelmsplatz um 1980

Mit Unterstützung der Britischen Besatzungsmacht erfuhr der Schulbetrieb jedoch nach einigen Jahren einen deutlichen Aufschwung, und 1949 war die Not so weit behoben, dass die Schule mit den Schülern ein Zeltlager und eine Weihnachtspäckchenaktion für verschiedene Herforder Altersheime durchführen konnte. In den Folgejahren wurde die Schule renoviert, modernes Schulinventar angeschafft und 1951 der 50. Verbandstag des Westfälischen Lehrerverbands in der Schule abgehalten. Zudem setzte sich der seit den späten Jahren des Deutschen Kaiserreichs bestehende Trend des steten Schülerrückgangs wieder fort. Hatte die Schule im Jahre 1950, bedingt durch ostdeutsche Flüchtlingskinder und die Beschlagnahmung Herforder Gebäude durch die Britische Armee noch einmal 882 Schüler, so waren es im Jahre 1967 nur noch 340 Schüler, welche von 12 Lehrern in 10 Klassen unterrichtet wurden. Das Ende der Schule erfolgte durch die im Jahre 1968 in NRW vollzogene Ersetzung der Volksschulen durch Grund- und Hauptschulen. Die Lehrer und evangelischen Schüler der Bürgerschule Wilhelmsplatz wurden mit Ende des Schuljahres 1967/68 auf umliegende Schulen verteilt und das Schulgebäude von der katholischen Grundschule Herfords, der heutigen Wilhelm-Oberhaus-Schule, übernommen.

## Rektoren der Schule
- Heinrich Christian Weber (1854–1890)[17]
- Heinrich Decius (1890–1917)[18]
- Bernhard Niediek (1917–1919)[19]
- Johannes Temming (1919–1922)[20]
- Gustav Köhle (1922–1929)[21]
- August Angelbeck (1929–1946)[22]
- Hermann Hagemeier (1946–1965)[23]
- Jürs Birkemeyer (1965–1968)[24]

## Bekannter Schüler
- Otto Weddigen (1889–1890)[25]